# Cazarmă

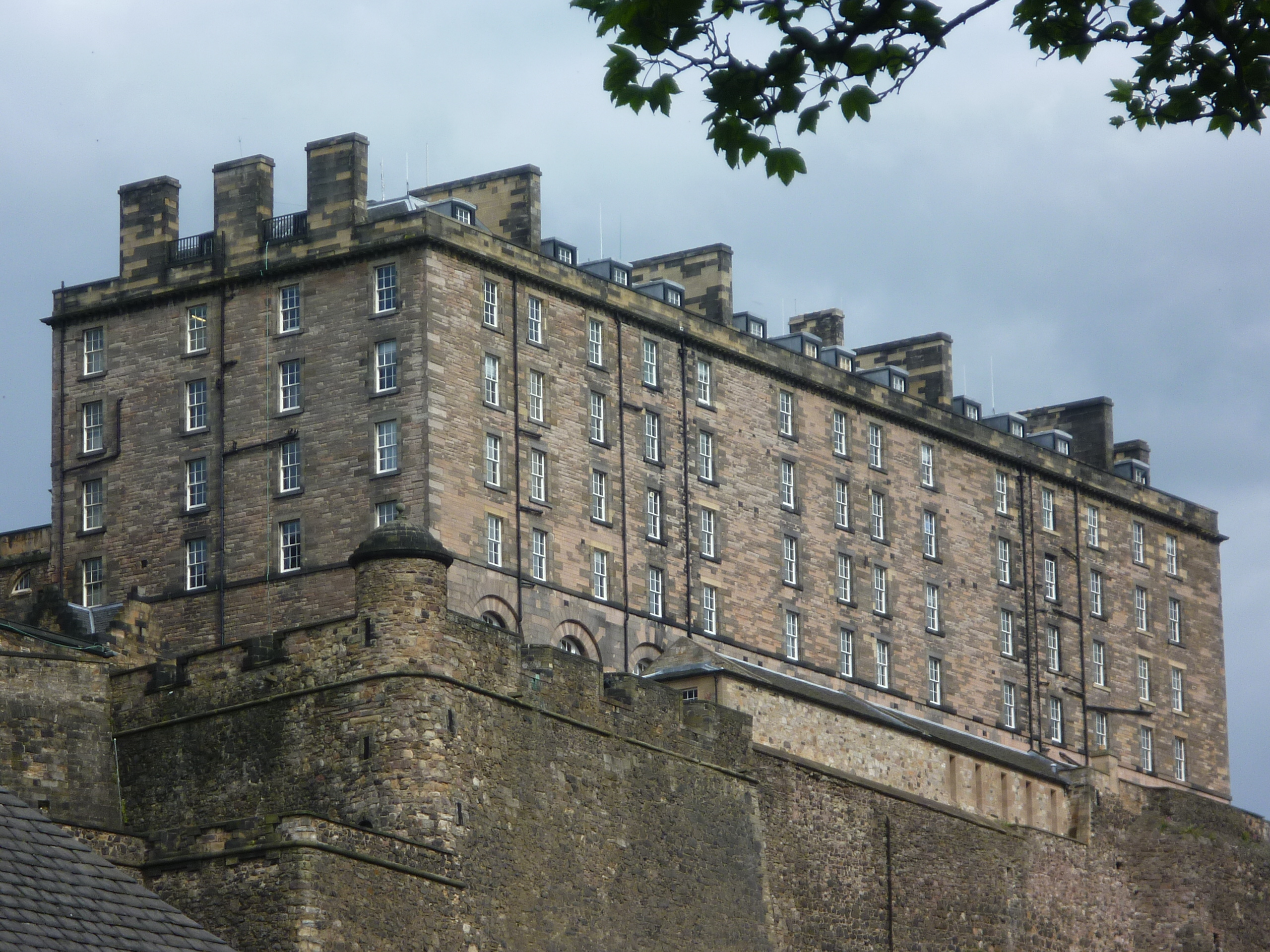
Cazarmă de la sfârșitul secolului al XVIII-lea din timpul domniei lui George al III-lea, Castelul Edinburgh, Scoția

O cazarmă (din rusescul kazarma) este o clădire sau grup de clădiri construite pentru a caza personalul militar. Primele cazărmi reprezentau adăposturi temporare sau colibe în care erau adăpostite diferite persoane și animale, dar azi se referă, de obicei, la clădiri permanente pentru cazarea militarilor. Cuvântul poate desemna blocuri separate de locuințe sau complexe de clădiri, deși termenul se referă adesea la o structură unică.
Principalul scop al cazărmilor este de a separa militarii de populația civilă și de a consolida disciplina, antrenamentul și așa-zisul esprit de corps. Ele au fost numite „unități de disciplinare a soldaților”. Ca și clădirile fabricilor, unele cazărmi sunt considerate construcții anoste și de calitate inferioară, în timp ce alte cazărmi sunt cunoscute pentru arhitectura lor superbă cum este cazul Cazărmii Collins din Dublin și a altora din Paris, Berlin, Madrid, Viena sau Londra. Cazărmile au evoluat în decursul timpului de la barăcile dure ale armatelor formate prin conscripție în secolul al XIX-lea, umilitoare, infectate de microbi și de-abia diferențiate de grajdurile animalelor până la barăcile moderne curate și conectate la Internet ale militarilor voluntari.

## Istoric

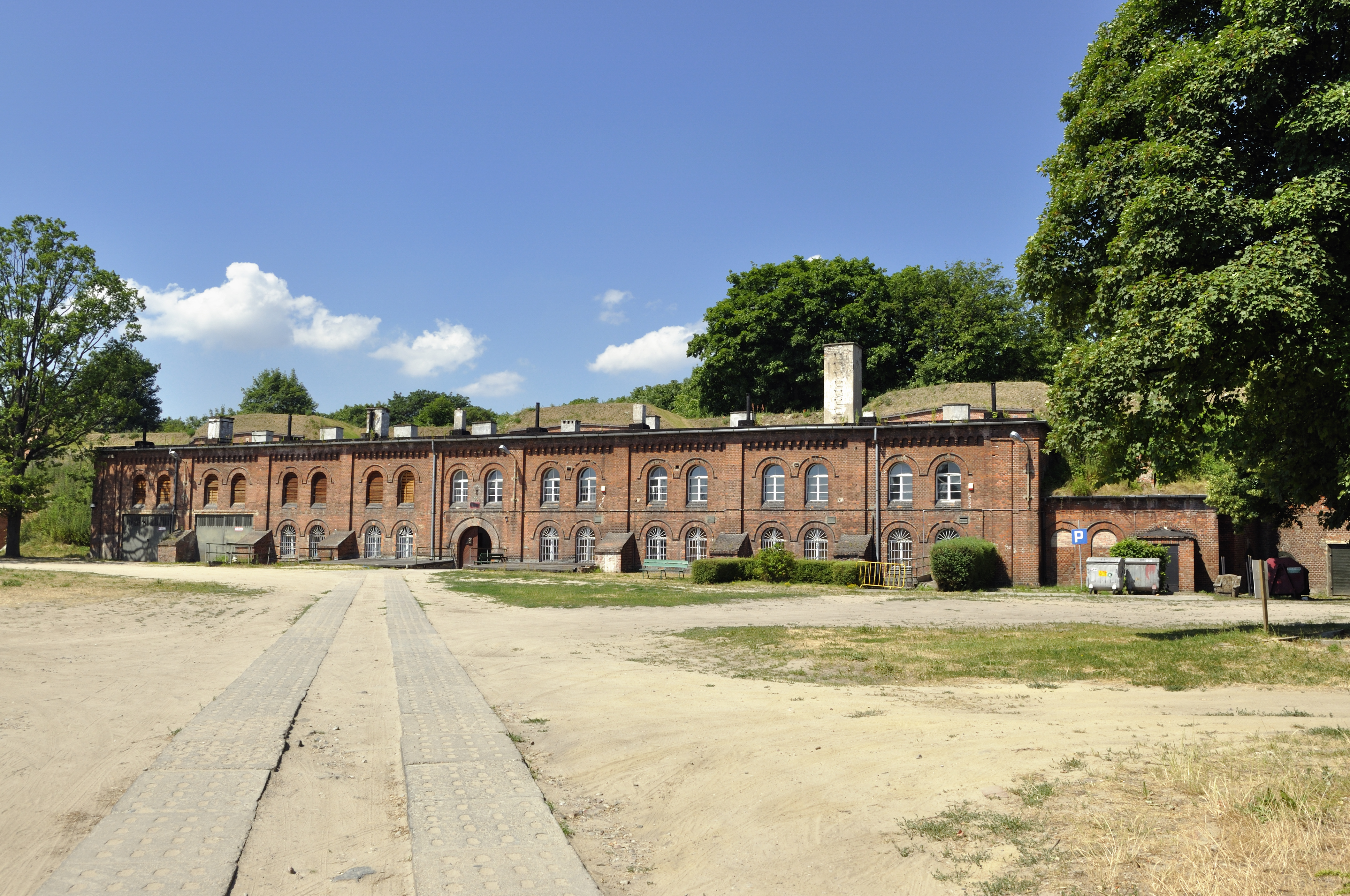
Cazarmă din Gdańsk, Polonia.

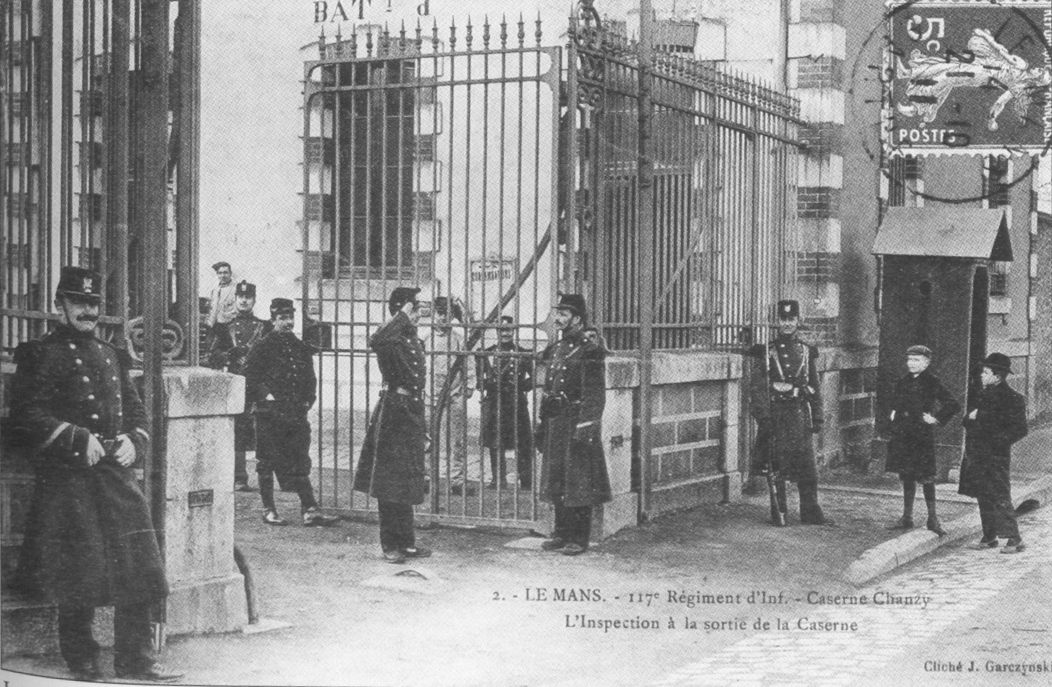
Cazarma Regimentului 117 infanterie din Le Mans, Franța (c.1900).

Cele mai vechi cazărmi sunt cele ale Gărzii Pretoriene Romane, construite pentru a adăposti forțele de elită. Există o serie de ruine ale cazărmilor Armatei Romane în forturi de frontieră cum ar fi Vercovicium și Vindolanda. Din sursele istorice romane se poate constata că elementele esențiale ale vieții de cazarmă nu s-au schimbat timp de mii de ani. 
În perioada modernă, a avut loc o Revoluție Militară care a contribuit în mod decisiv, în opinia istoricilor, la formarea statelor naționale prin creșterea cheltuielilor de întreținere ale armatelor permanente. Cazărmi mari, cu uz permanent, au fost construite în secolul al XVIII-lea de către cele mai puternice două state din acea perioadă: Franța („caserne”) și Spania („cuartel”). Termenul englezesc „barrack” derivă, pe de altă parte, din cuvântul spaniol pentru un adăpost temporar ridicat de soldați în campaniile militare, barraca; (din cauza temerilor că o armată aflată în cazarmă ar fi o amenințare la adresa democrației constituționale, nu s-au construit cazărmi în Marea Britanie până în 1790, în ajunul Războaielor Napoleoniene).
Primele tabere de antrenament permanente au fost construite în Regatul Franței și în Germania în secolul al XVIII-lea. Armata Britanică a construit tabăra Aldershot începând din 1854.
Până la Primul Război Mondial, regimentele de infanterie, artilerie și cavalerie aveau cazărmi separate. Primele cazărmi navale au fost corăbiile vechi de lemn, dar aceste locuințe insalubre au fost înlocuite cu cazărmi navale încăpătoare în marile orașe porturi din Europa și Statele Unite ale Americii, ce foloseau de obicei hamace în loc de paturi.
Acestea au fost inadecvate pentru enormele armate mobilizate după 1914. Au fost construite colibe de tabără, folosind variante ale colibelor Nissen confecționate din lemn sau din tablă ondulată.

## Militari

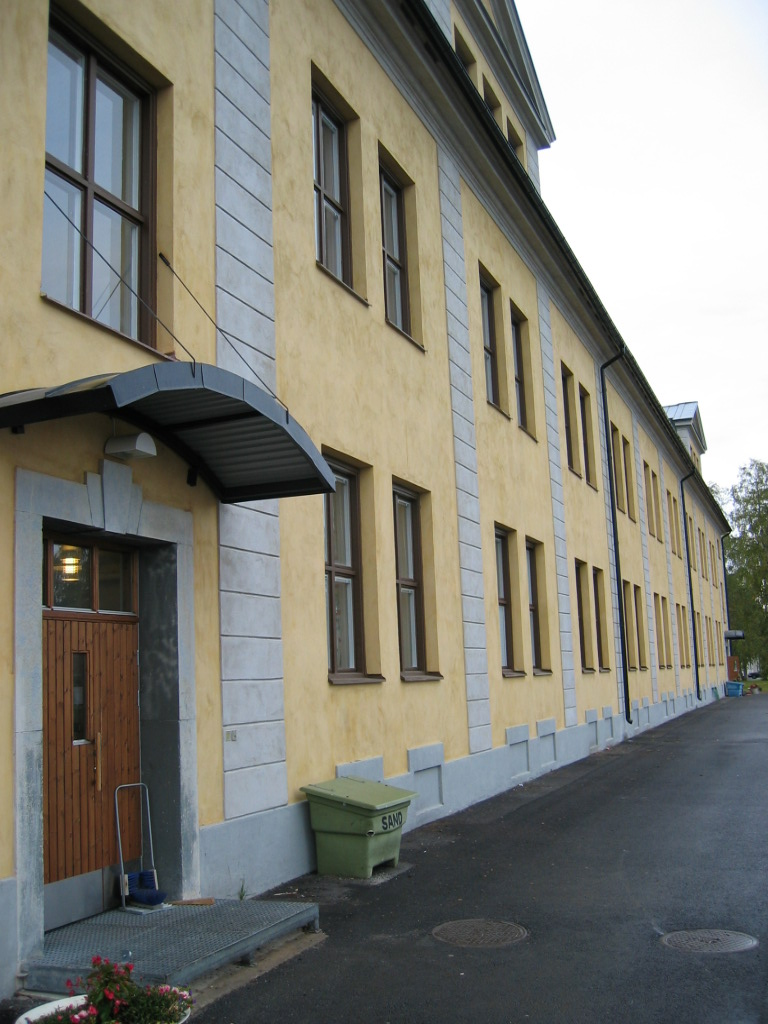
Cazarmă pentru militarii în termen ai Regimentului Norrbotten din Boden, Suedia.

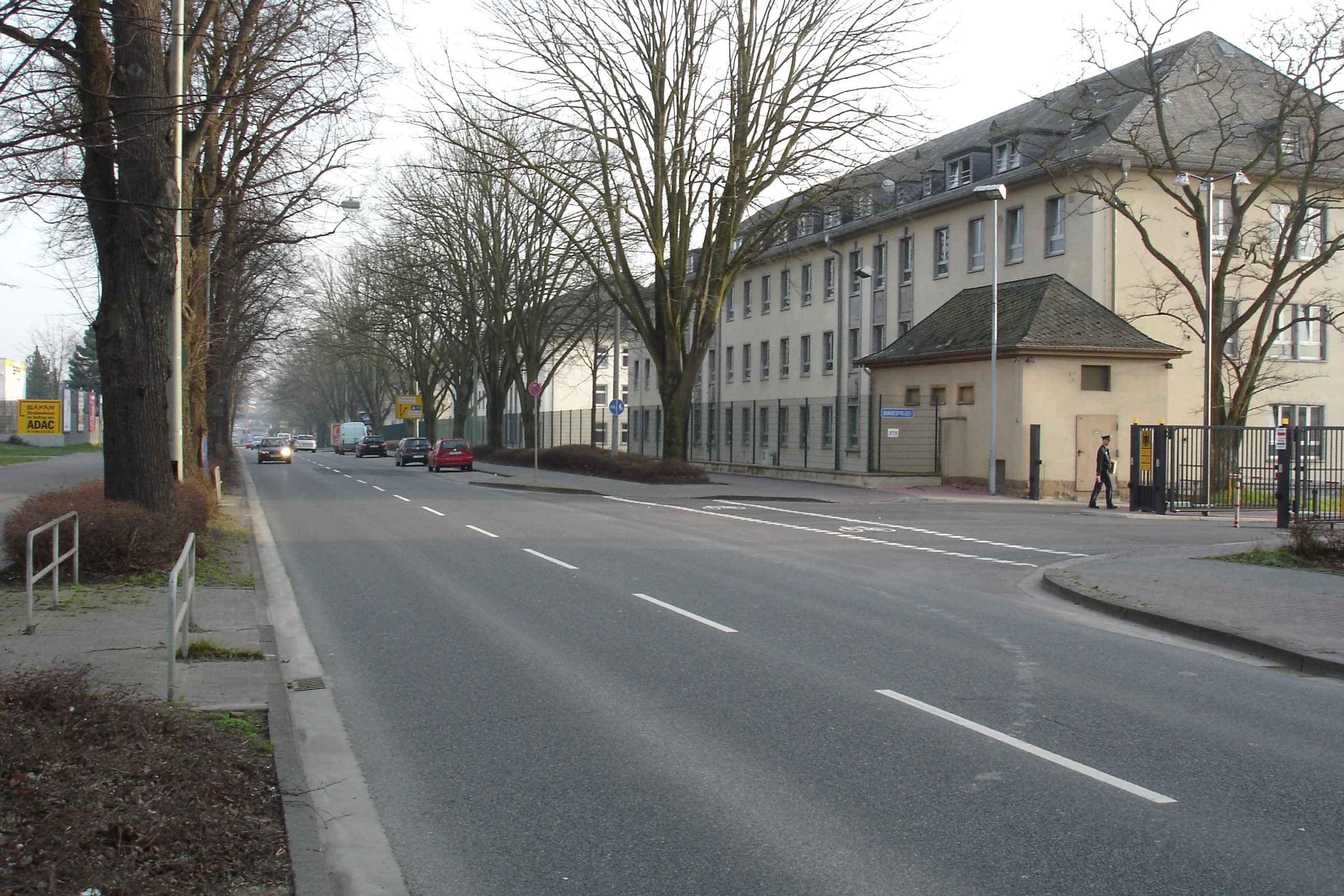
Cazarmă germană pentru trupele Bundespolizei (poliția federală) din Frankfurt, Germania.

În multe forțe militare, subofițerii și soldații sunt cazați frecvent în cazărmi în timpul serviciului militar sau al instrucției. Ofițerii inferiori și, uneori, și subofițerii primesc de multe ori mai puțin spațiu, în timp ce ofițerii superiori pot împărți sau chiar pot avea propria lor cameră.
Termenul de „oraș garnizoană” este o expresie comună pentru orice oraș care are cazarmă militară, adică o prezență militară permanentă în apropiere.